# Maria Girona i Benet
Maria Girona i Benet (Barcelona, 1923-Barcelona, 8 de marzo de 2015) fue una pintora y grabadora de Cataluña, España.
Hija del arquitecto Lluis Girona. Aprendió de su tío Rafael Benet en la Academia Tárrega y comenzó a realizar exposiciones con el grupo Els Vuit, donde conoció a Albert Ràfols-Casamada, con quien se casó en el año 1952. Después realizó exposiciones individuales en Barcelona y Madrid. Participó en los salones de Octubre y de Mayo de Barcelona. 
Desde 1967 era profesora de la escuela de diseño EINA. Su estilo parte del fauvismo colorista de Henri Matisse, pero de construcción cubista, y se transforma en una pintura de imágenes simples, de formas suaves, lírica en su plasticidad. En la década de 1970 adoptó la técnica del collage, con la que realizó una serie de trabajos compuestos con elementos de ornamentación naïf, de acento démodé, evocadores de ambientes y de épocas pasadas. En 1998 fue galardonada por la Generalidad de Cataluña con la Cruz de Sant Jordi.
Murió en Barcelona el día 8 de marzo de 2015 con 92 años.

## Fondo personal
En diciembre de 2015 la familia de Albert Ràfols-Casamada y Maria Girona entregó a la Biblioteca de Catalunya (BC) el fondo personal de ambos artistas, que comprende sus materiales gráficos, manuscritos e impresos. Una de las sobrinas de los artistas, Maria Fuchs Girona, en nombre y representación de su hermana Margarita Rosa Fuchs Girona, depositó temporalmente el fondo en la Biblioteca de Catalunya, mientras se formalizaba la donación definitiva. Hasta ahora, los fondos gráficos, textuales y bibliográficos de los artistas estaban ubicados en diferentes espacios.
El fondo de Albert Ràfols-Casamada y Maria Girona es una muestra representativa de la actividad profesional y de la experiencia personal de los artistas. En los documentos se recoge la actividad propia y la de su entorno. El fondo muestra la gran actividad en torno al diseño que da paso a la generación de los años 80 del siglo XX, marcada por el estallido en torno a los Juegos Olímpicos de Barcelona de 1992. La documentación gráfica de este fondo destaca tanto por su extensión, como por el contenido y permite tener una visión de la actividad de los artistas a través de los catálogos de exposiciones y de las fotografías y, acceder a su expresión más íntima, mediante sus libretas de dibujos originales comentados con textos manuscritos. Cabe destacar especialmente el gran número de bocetos originales y muy especialmente las libretas de bolsillo.